# Dolo
Dolo (velenceiül El Doło) település Olaszországban, Veneto régióban, Velence megyében. Lakosainak száma 14 953 fő (2023. január 1.). Dolo Pianiga, Stra, Campagna Lupia, Camponogara, Mira, Fiesso d'Artico és Fosso községekkel határos.

## Népesség
A település népességének változása:
| Lakosok száma | 14 953 | 15 022 | 14 953 |
|               | 2017   | 2018   | 2023   |